# Tito Livio Burattini
Tito Livio Burattini (* 8. März 1617 in Agordo, Provinz Belluno; † wohl am 18. November 1681 in Krakau) war als Universalgelehrter unter anderem am polnischen Hof tätig und hielt Kontakt zu berühmten Wissenschaftlern seiner Zeit. Heute ist er besonders für die Erfindung des Dragon Volant sowie als Vorläufer des metrischen Systems bekannt.

## Leben
Tito Livio Burattini wurde am 8. März 1617 in Agordo, in der Region Belluno in Norditalien, in eine Familie des örtlichen Adels geboren, deren Anwesenheit in der Region seit Mitte des 14. Jahrhunderts bekannt ist. Burattini studierte in Padua und Venedig klassische Literatur, Sprachen, Architektur, Astronomie und Naturwissenschaften. Über die letzten Lebensjahre des Universalgelehrten ist wenig bekannt. Burattini erkrankte an Gicht und starb vermutlich am 18. November 1681. An seinem Lebensende geriet er in schwere Armut, weshalb nicht genügend Geld für sein Begräbnis zur Verfügung stand. Viele der Ideen des Universalgelehrten, Wissenschaftlers und Erfinders blieben unrealisierte Projekte. Ein möglicher Grund hierfür ist die weite Entfernung seiner Niederlassung in Polen von den großen europäischen Forschungszentren seiner Zeit.

## Ägyptologie
Nach dem Abschluss seines Studiums reiste Tito Livio Burattini nach Ägypten, wo der von 1637 bis 1641 residierte. Während seines Aufenthaltes bereiste er das Nildelta, den Sinai und den Bereich des Fayyum. Hierbei führte er geografische, ethnografische sowie messtechnische Untersuchungen durch. Darüber hinaus fertigte er eine geografische Karte an und definierte die Koordinaten der wichtigsten Orte genau. Im Jahr 1639 erforschte er zusammen mit dem englischen Mathematiker John Greaves die Cheops-Pyramide.
Am 3. Juni 1652 trat er mit Athanasius Kircher in Kontakt. Von dem Briefwechsel zwischen Burattini und Kircher sind fünf Schreiben und Zeichnungen erhalten, die heute im Archivio della Pontificia Università Gregoriana aufbewahrt werden. Kircher veröffentlichte in seinen Werken Oedipus Aegyptiacus und Sphinx Mystagoga Zeichnungen von Burattini. Diese Abbildungen zeigen Pyramiden bei Dahschur sowie eine sich dort befindende Grabanlage. Nach 1652 lässt sich kein Kontakt zwischen Kircher und Burattini mehr nachweisen.

## Aufenthalt in Polen
Im Jahr 1641 kehrte Burattini nach Europa zurück und ließ sich nach einem kurzen Aufenthalt in Deutschland in seiner Wahlheimat Polen nieder. Als ausländischer Höfling verweilte er in Krakau am polnischen Hof, wo er in kurzer Zeit die Gunst des Königs Władysław IV. Wasa und dessen aus Italien stammender Ehefrau Luisa Maria Gonzaga erlangte. Vom polnischen Hof aus gelang es Burattini mit europäischen, besonders französischen, Wissenschaftlern in Kontakt zu treten.
Königin Maria Louisa von Gonzages-Nevers ernannte Tito Livio Burattini 1648 zum königlich polnischen Architekten. Im Zuge dieses Amtes überwachte er den Bau des Kazimierz-Palast in Warschau sowie die Renovierungsarbeiten des Schlosses Ujadów. Darüber hinaus war Burattini mit der Aufsicht im Erz- und Silberbergbau sowie mit der Münzprägung betraut. Im Rahmen dieser Tätigkeit wurden Burattini mehrfach schwere Anschuldigungen vorgeworfen, die im Wesentlichen mit der Buchführung, der schlechten Qualität der Münzen sowie einer persönlichen Bereicherung des gebürtigen Italieners zusammenhängen. Die Diskussion unter Wissenschaftler diesbezüglich ist noch heute offen.
Neben seiner Beschäftigung mit Flugversuchen führte Burattini in Polen Experimente zum Vakuum sowie zur Optik durch.

### Der Dragon Volant
In den Jahren 1647/48 berichtete der Sekretär des Königs Wladyslaw IV. von Polen, Pierre de Noyers, in seinen Korrespondenzen von dem Vorhaben Burattinis, eine Flugmaschine zu bauen. Pläne diesbezüglich sowie Planskizzen dieses Vorhabens hielt der italienische Erfinder in seiner Niederschrift Ars Volandi fest.

Burattini streift die Möglichkeit eines „Leichter als Luft“-Fluges gemäß dem archimedischen Prinzip, da, laut ihm, selbst die leichteste Feder eines Vogels ein höheres spezifisches Gewicht aufweist als Luft. Mit neuen mechanischen Prinzipien versucht er vorherige Probleme gescheiterter Flugversuche zu lösen. Hierbei handelt es sich um Galileo Galileis Ideen bezüglich des Luftwiderstandes, die Burattini vermutlich in seiner Italienreise um 1646 kennengelernt hatte. 

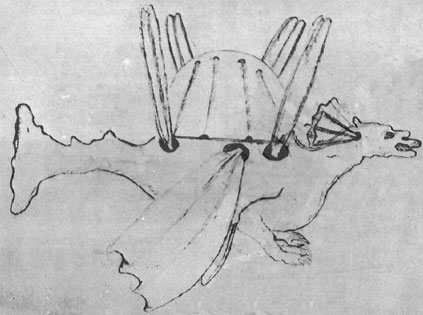
Abb.1: Dragon Volant (Fliegender Drache) von Burattini.

Burattini hoffte auf finanzielle Unterstützung des polnischen Hofes bezüglich der Verwirklichung seiner Pläne. In den Jahren 1647/48 baute er schließlich ein 1,205 m langes Modell des Dragon Volant (siehe Abb. 1). Diese Flugmaschine bestand aus feststehenden Tragflächen in Kombination mit einem Flügelschlagmechanismus, der über ein Hebelwerk mittels Muskelkraft angetrieben werden sollte. Die Maschine hatte Drachenform und sollte mittels des drehbaren Schwanzstückes gesteuert werden. Ob es jemals eine Ausführung der Pläne in Lebensgröße gab, ist unklar.
Der Prototyp der Maschine hob 1647 anlässlich einer Demonstration am Warschauer Hof für einige Momente mit einer Katze ab. 1648 verbreitete sich die Nachricht des polnischen Ingenieurs, der eine Flugmaschine namens Fliegender Drache entworfen hatte, in ganz Europa. Die Reaktion hierauf war jedoch überwiegend sarkastisch. Diese negative Resonanz europäischer Wissenschaftler bezieht sich besonders auf ein vermeintliches Versprechen Burattinis, mithilfe des fliegenden Drachens in der Lage zu sein, in 12 Stunden von Konstantinopel nach Warschau zu reisen.

### Das metrische System
Burattini gilt als Vorläufer des metrischen Systems. Das von ihm entwickelte Einheitensystem orientierte sich an der Periode eines Pendels und brachte die Längeneinheit metro cattolico (Universal Meter) hervor. In seinem 1675 in der Druckerei der Franziskaner in Vilna erschienenem Werk Misura Universale schlägt Burattini diese universelle Längeneinheit vor.
Darüber hinaus veröffentlicht Burattini, in Anlehnung an Galileo Galileis Manuskript La bilancetta zur hydrostatischen Waage zur Bestimmung des spezifischen Gewichts, im Jahr 1645 sein Werk La Bilancia Sincera.

## Weitere Erfindungen und Konstruktionen
Im Jahr 1617 hatte Burattini während seines Aufenthalts in Krakau die Gelegenheit eine Pascaline zu begutachten, die Blaise Pascal Maria Luisa Gonzaga schenkte. Diese war die Vorlage für seine Rechenmaschine, deren Modell er im Jahr 1658 fertigstellte und dem Großfürsten Ferdinando II. de Medici gab. Ein sich im Museo Galileo in Florenz befindende Rechenmaschine wurde fälschlicherweise lange für dieses, von Burattini konstruierte, Objekt gehalten.
In den Jahren 1680-1681 beschäftigte sich Tito Livio Burattini mit der Optik und der Astronomie. Mit Galileis ehemaligem Studenten Stanislaw Pudlowsky und dem Luccheser Hieronymus/Girolamo Pinocci (* 1612) unternahm er in Krakau optische Experimente. Dank einer seiner eigenen Konstruktionen konnte Burattini Unregelmäßigkeiten auf der Oberfläche der Venus entdecken.
Einen Teil seiner selbst gefertigten Konstruktionen, z. T. hohle Glaslinsen für Mikroskop und Teleskop schenkte er Kardinal Leopoldo de’ Medici.